# Klara Medycejska
Klara Medycejska (ur. 1493 we Florencji, zm. 3 maja 1528) – córka Piotra II Medyceusza i Alfonsiny Orsini.

## Życiorys
Urodziła się we Florencji w 1493 roku jako drugie dziecko wspomnianej pary. Była wnuczką Wawrzyńca Wspaniałego, kuzynką Leona X i siostrą Wawrzyńca II Medyceusza. Po przedwczesnej śmierci brata, wychowywała jego córkę Katarzynę, przyszłą królową Francji
W 1508 poślubiła Filippa Strozziego Młodszego i wyjechała z nim do Rzymu. Klara i Filippo mieli 10 dzieci. Najbardziej godni uwagi są:
- Piero Strozzi (ur. 1510, zm. 21 czerwca 1558) – kondotier i marszałek Francji
- Leone Strozzi (ur. 15 października 1515, zm. 1554)
- Lorenzo Strozzi (ur. 3 grudnia 1513, zm. 14 grudnia 1571) – opat i kardynał